# Jakobsberg (Beverungen)
Jakobsberg ist ein Stadtteil von Beverungen im Kreis Höxter, Nordrhein-Westfalen.

## Geographische Lage
Jakobsberg liegt im Oberwälder Land knapp 5 km südwestlich der Kernstadt von Beverungen und etwa 1,5 km östlich (jeweils Luftlinie) oberhalb der bei Dalhausen gelegenen Mündung des Bachs Jakobsberg (im Tiefen Tal) in die Bever. Auf dem Westhang des Schleebergs (auch Schlehberg genannt; 350,1 m ü. NHN), einem waldlosen Nordausläufer des beim südlich benachbarten Haarbrück gelegenen Höltkenkamm (365,1 m), breitet es sich zwischen 290 und 343 m Höhe aus; auf diesen Erhebungen befindet sich ein Windpark.

## Geschichte
Jakobsberg (ursprünglich: Haddenberg) hat seinen heutigen Namen von der katholischen Pfarrkirche St. Jakobus der Ältere, die 1150 errichtet wurde. 1485 wurde eine Jakobus-Bruderschaft gegründet. Das Dorf gehörte lange zum Stift Corvey, bis es 1779 an das Hochstift Paderborn fiel, von dem die Ortschaft bereits vorher umschlossen war. Im Königreich Westphalen bildete Jakobsberg von 1807 bis 1813 eine Gemeinde im Kanton Beverungen des Distrikts Höxter im Departement der Fulda und fiel dann an Preußen. 1816 kam die Gemeinde zum neuen Kreis Höxter, in dem sie zum Amt Beverungen gehörte. Am 1. Januar 1970 wurde Jakobsberg durch das Gesetz zur Neugliederung des Kreises Höxter in die Stadt Beverungen eingegliedert.

## Verkehr
Durch Jakobsberg führt – von der an der Jakobsbergmündung bei Dahlhausen vorbeiführenden Bundesstraße 241 zur zwischen dieser Straße bei Beverungen im Norden und Haarbrück im Süden verlaufenden Landesstraße 838 – in West-Ost-Richtung die westlich des Dorfs steil ansteigende Kreisstraße 44.

## Bauwerke

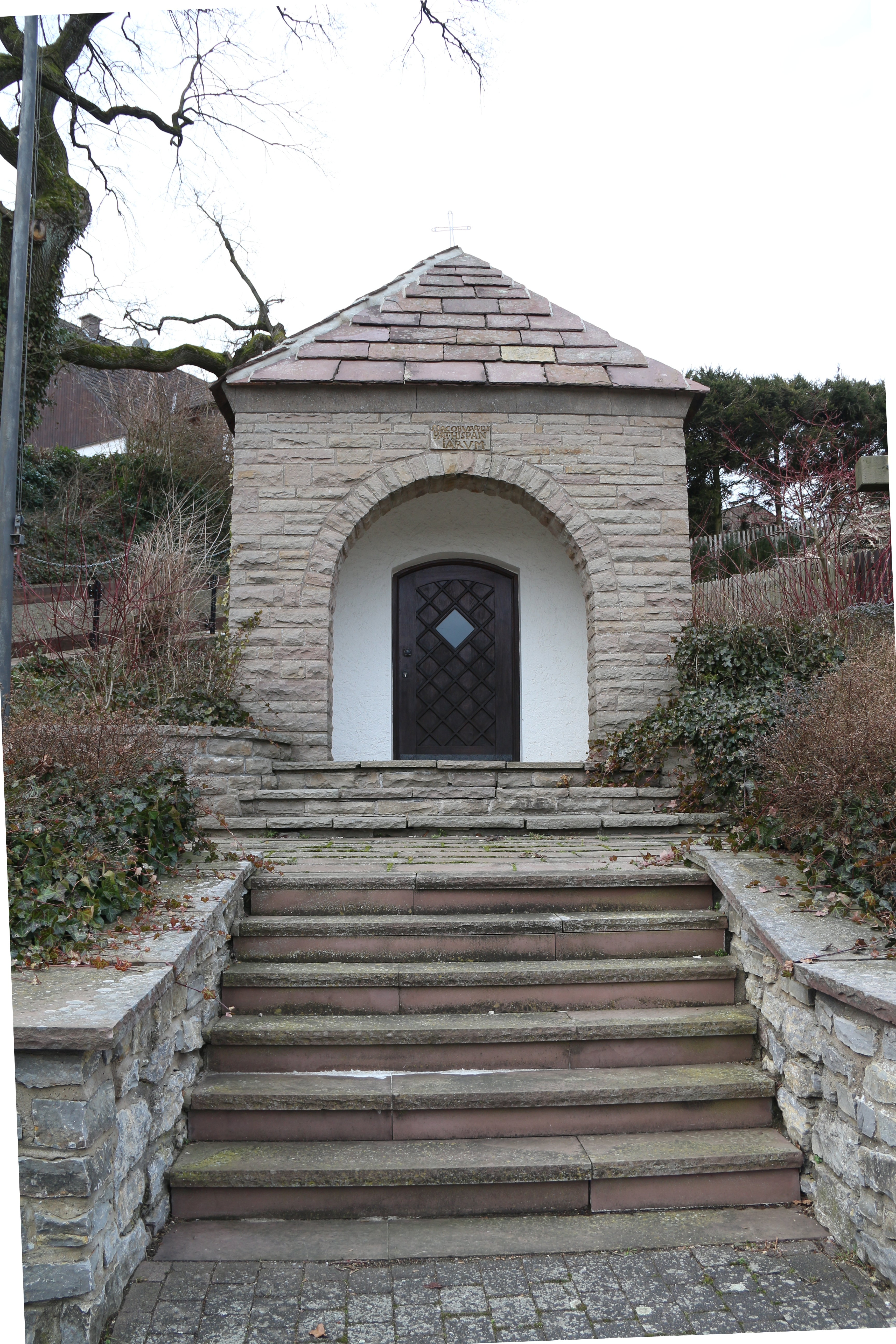
Jakobuskapelle

- der Jakobusplatz (an der rechten Seite der Jakobusstraße kurz vor dem Ortsausgang Richtung Dalhausen) mit der Jakobsberger Quelle und der Jakobuskapelle. Die Kapelle wurde 1957 als Ersatz für die alte Kapelle errichtet.[5]
- historische Pfarrkirche St. Jakobus[6]
- Kreuzweg am Kiepenberg (kurz hinter dem Ortsausgang Richtung Dalhausen) mit Panoramablick[7]

## Galerie

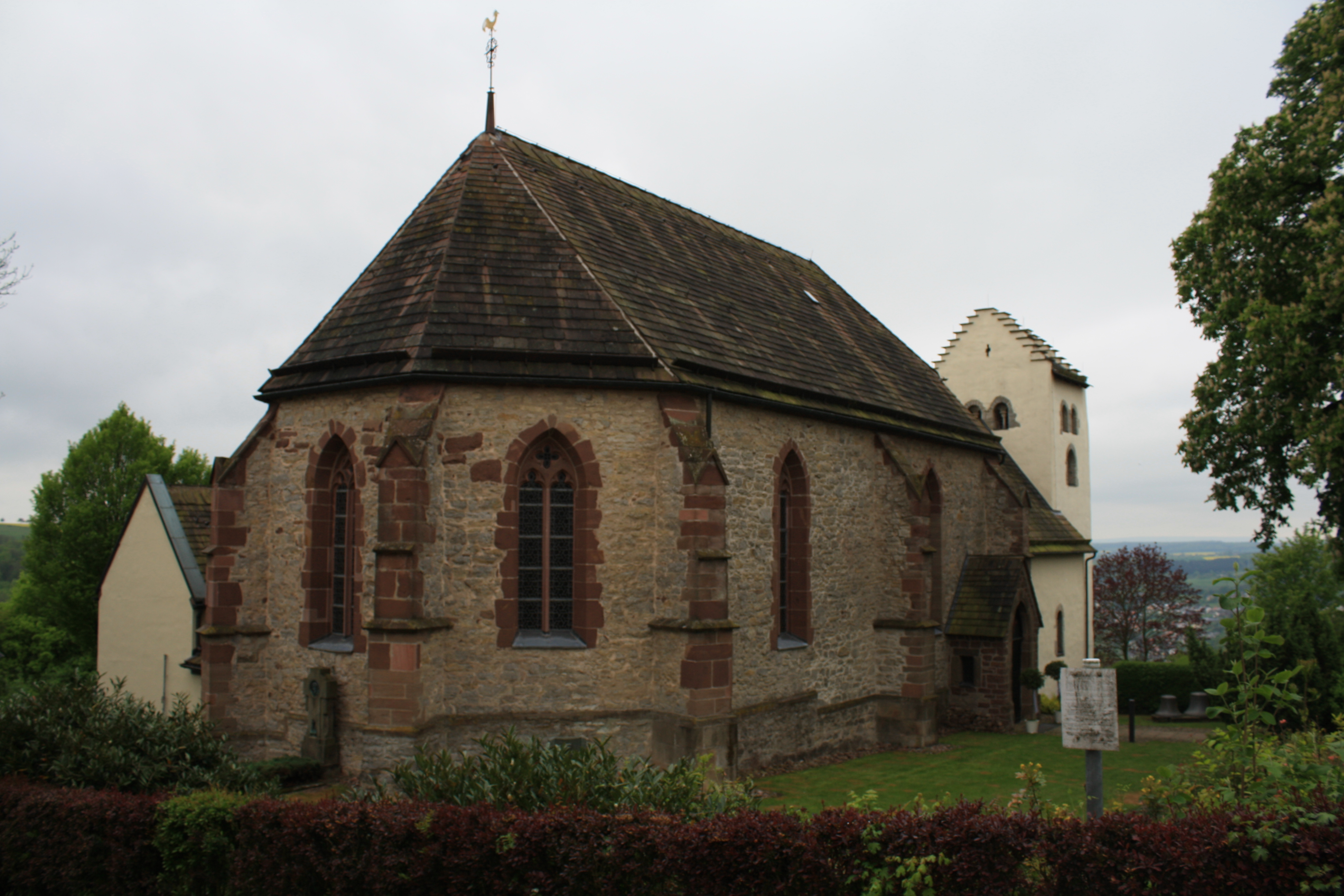
Pfarrkirche St. Jakobus, alter Gebäudeteil
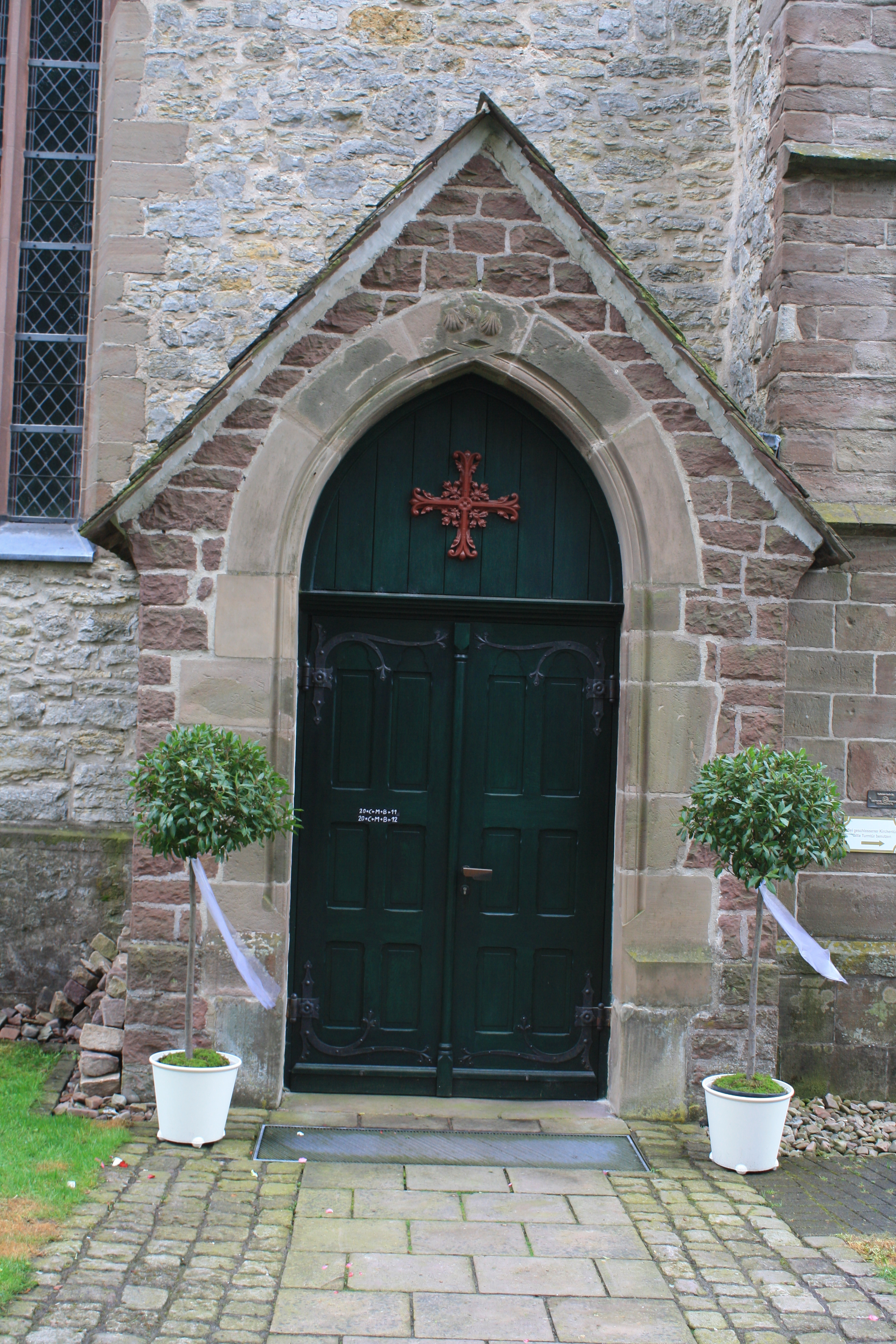
Pfarrkirche St. Jakobus, Eingang
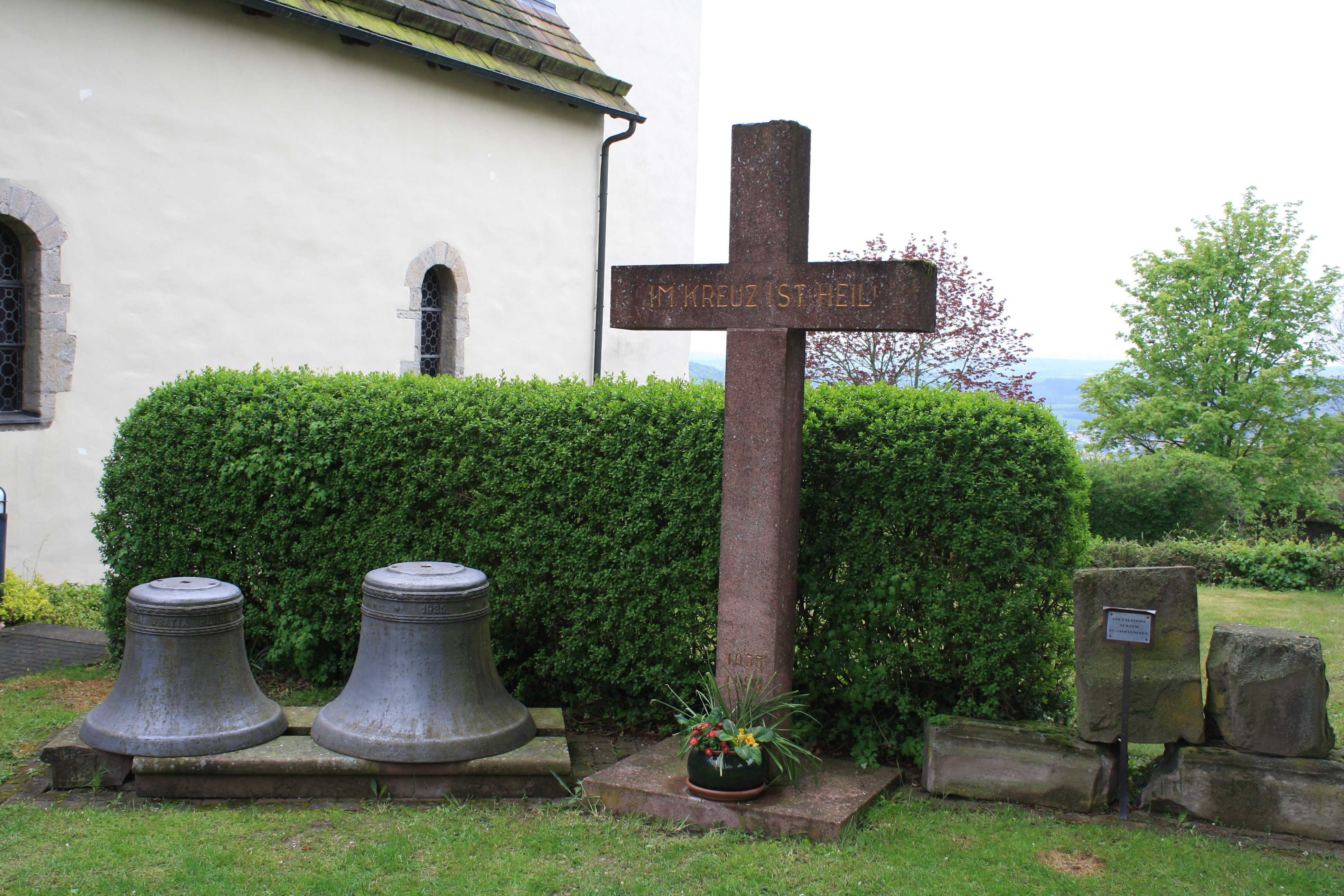
Pfarrkirche St. Jakobus, Eingangsbereich mit Kreuz, Glocken und Portalsteinen aus dem 15. Jahrhundert
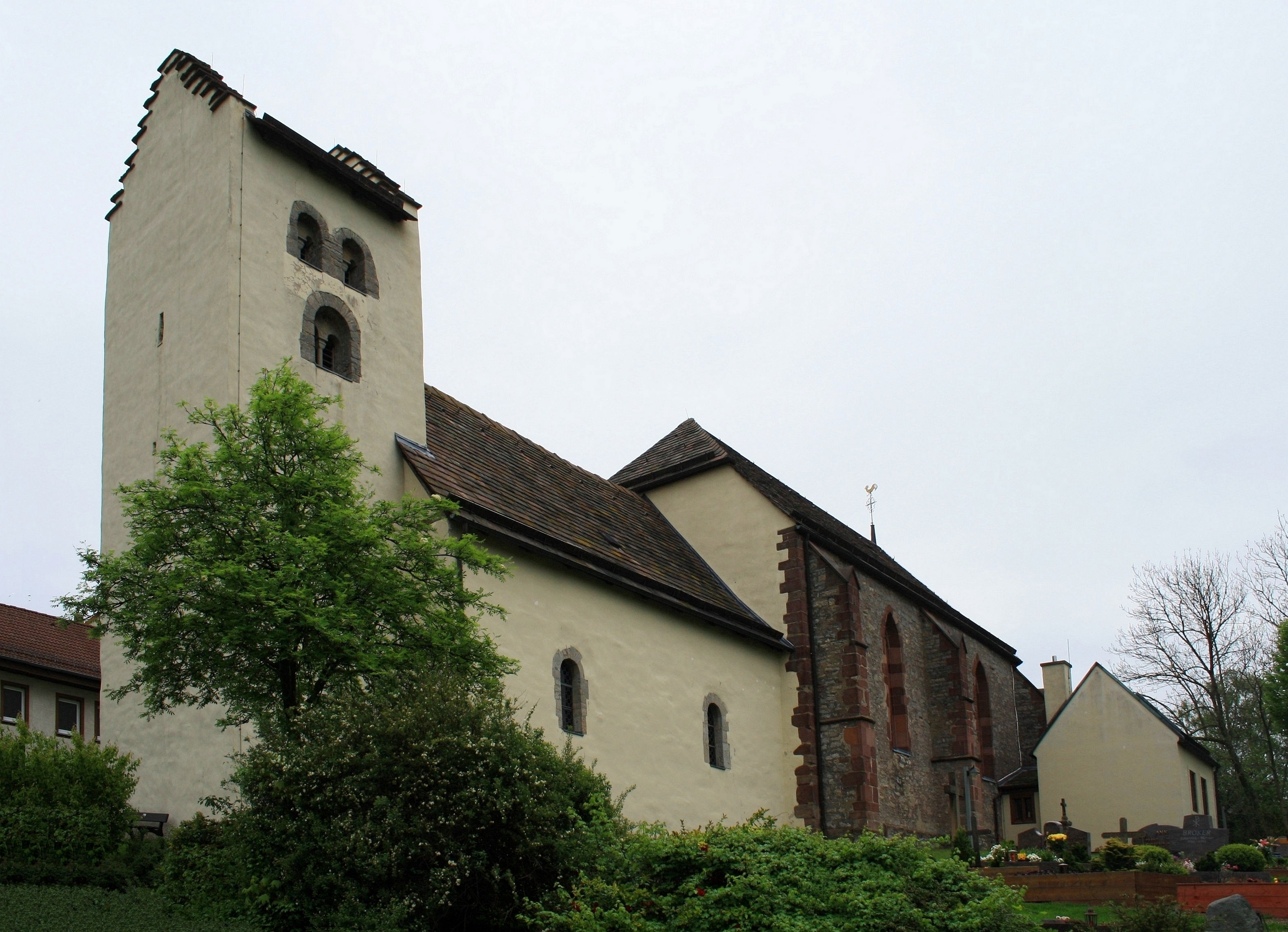
Glockenturm und neuer Anbau mit eigener kl. Kapelle
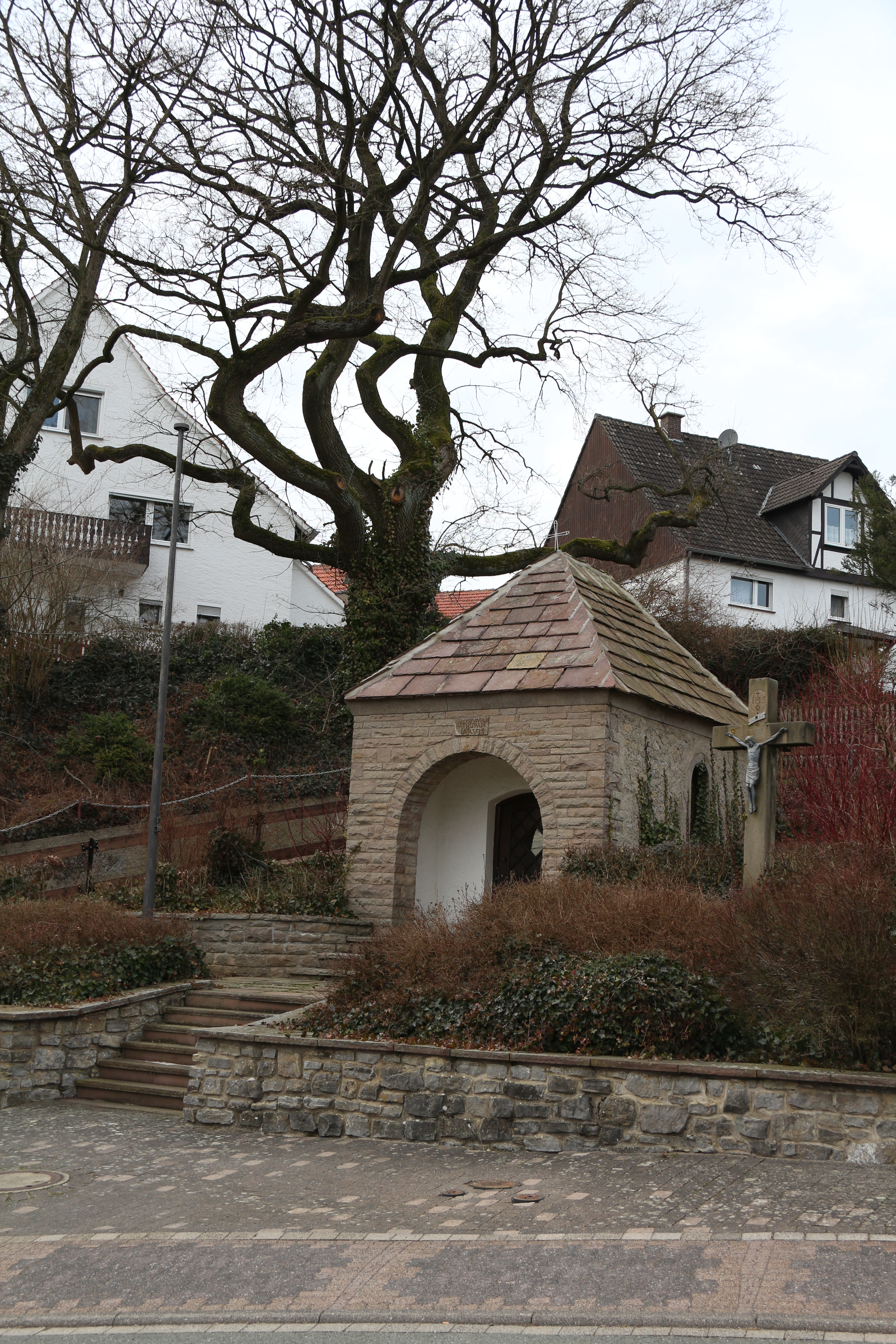
Jakobuskapelle
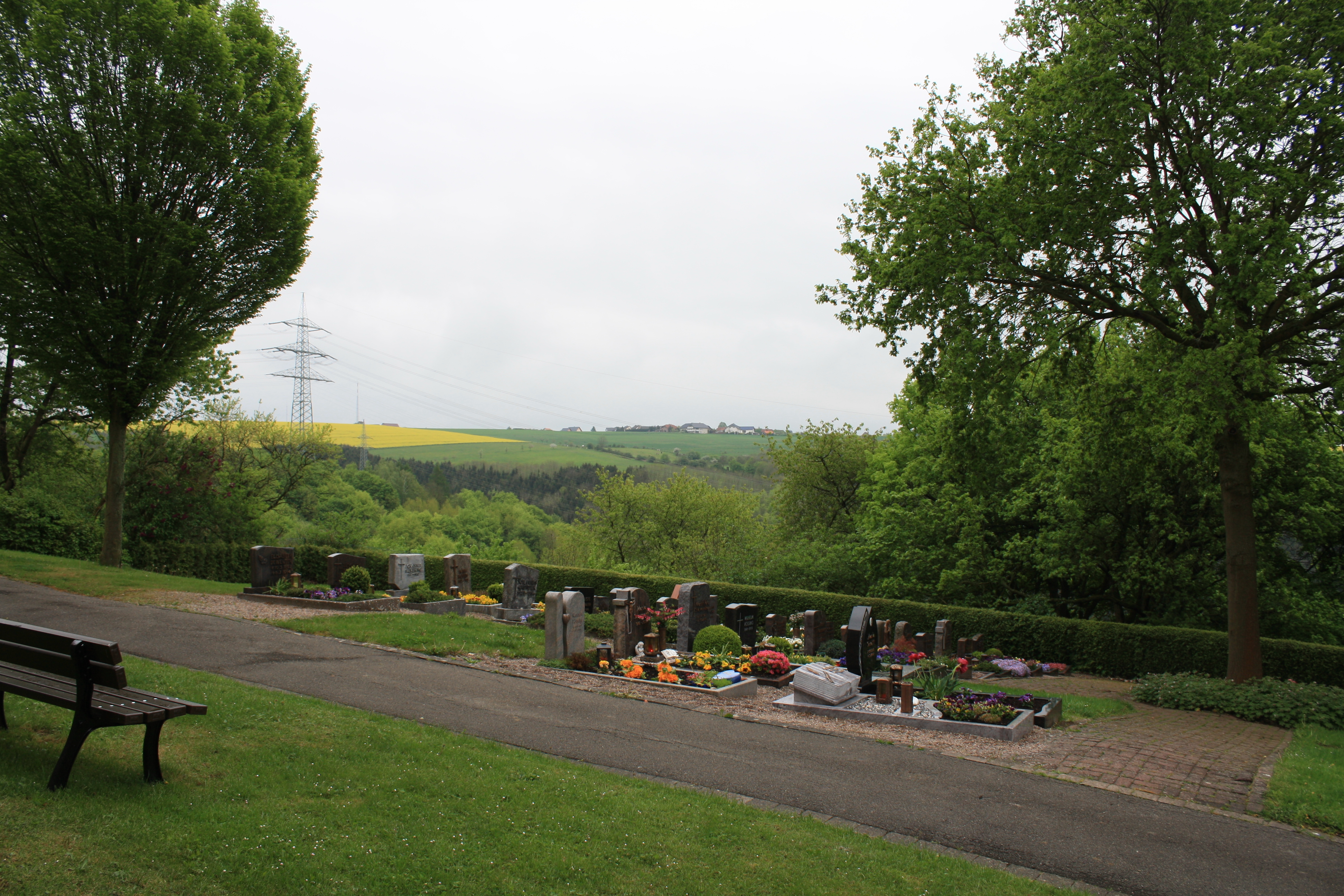
Friedhof direkt neben St. Jakobus, Aussicht in Richtung Haarbrück
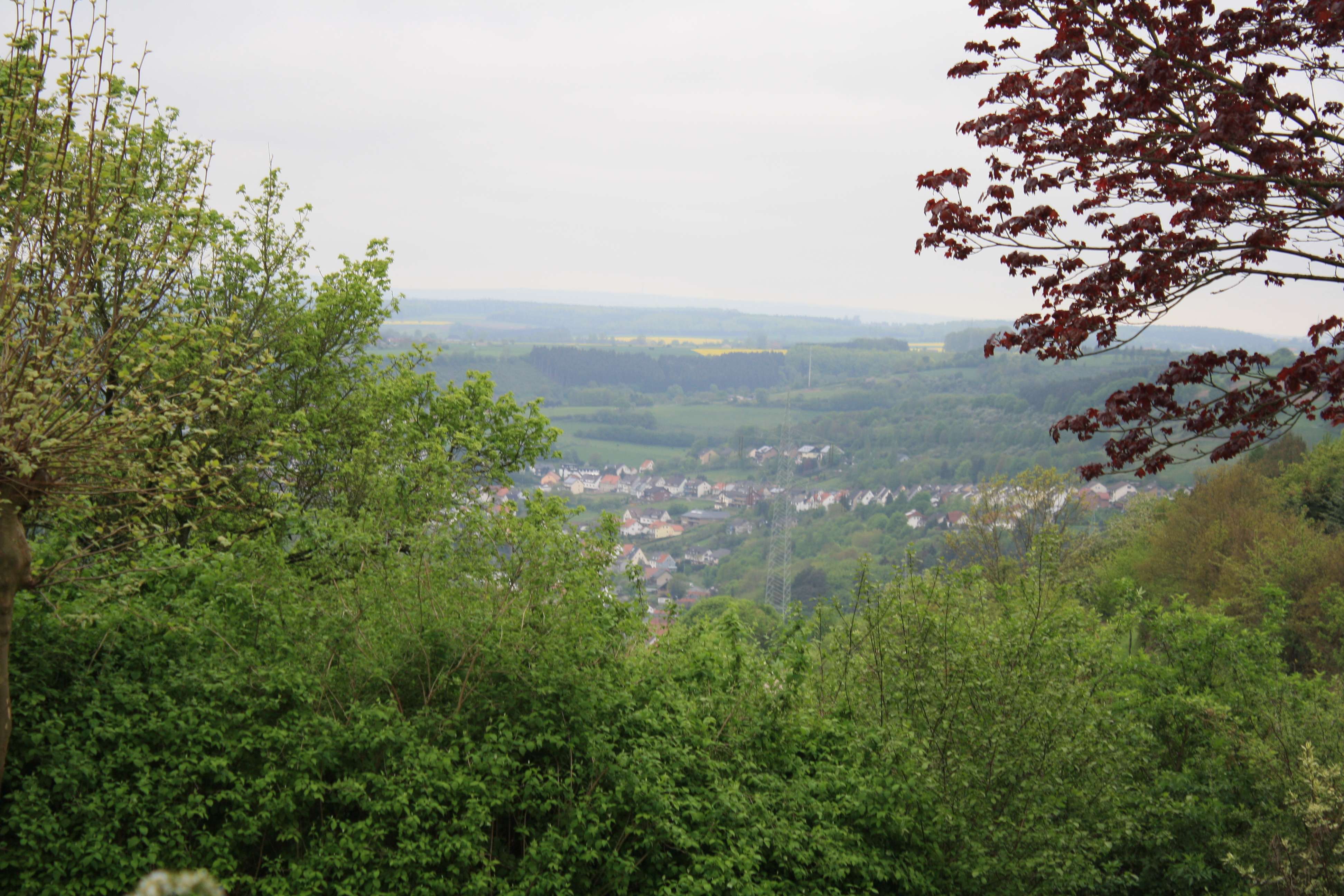
Friedhof direkt neben St. Jakobus, Aussicht in Richtung Dalhausen
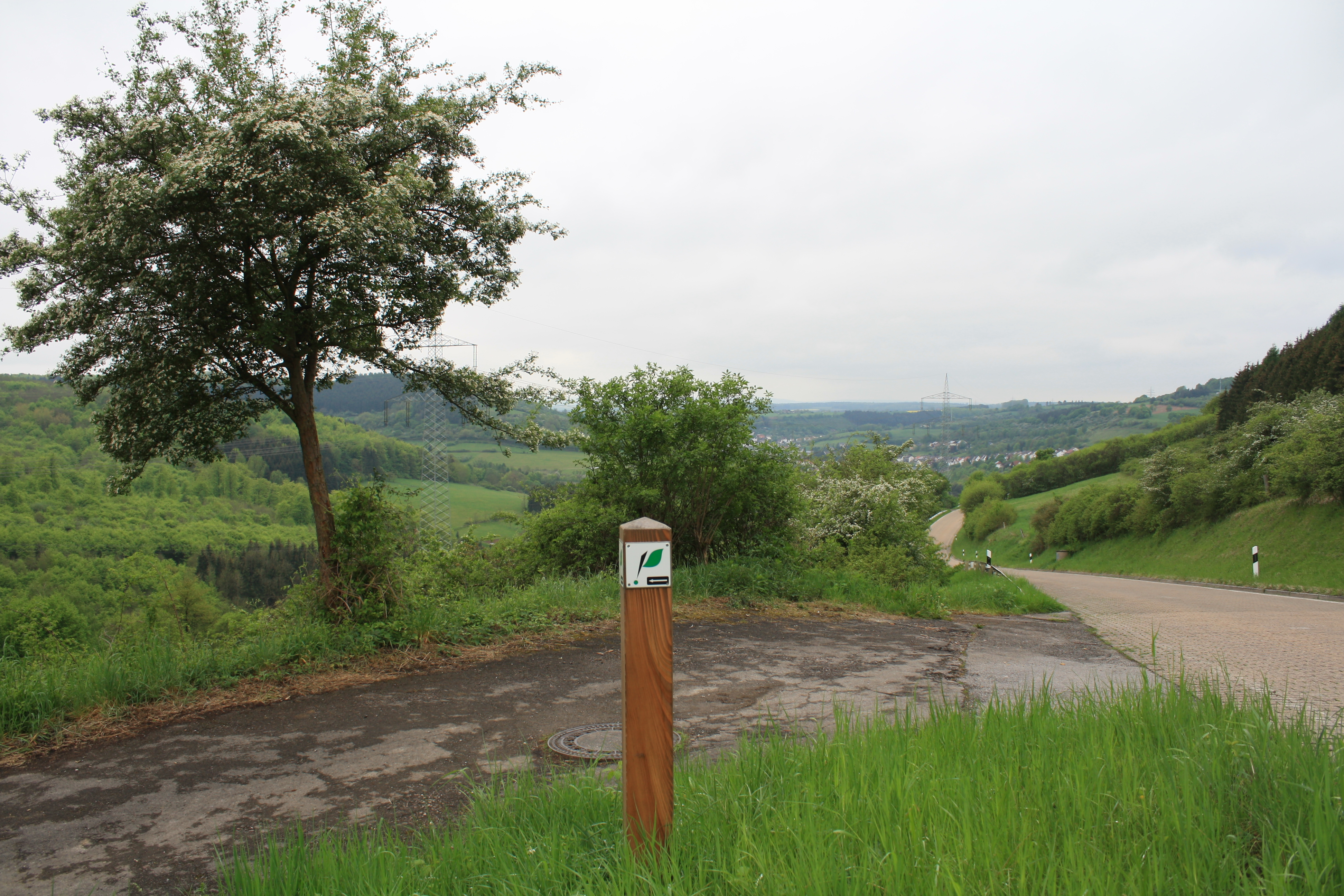
Markierung am Höhenwanderweg „Erlebnisgebiet Kalkmagerrasen“ nahe Jakobsberg